# Mecanism de acțiune

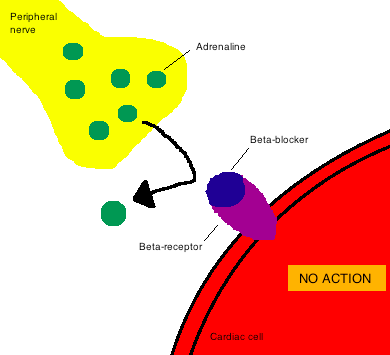
Exemplul unui mecanism de acțiune, ilustrat pe beta-blocante: efectul farmacologic de scădere a frecvenței cardiace se obține prin legarea și antagonismul competitiv al unui receptor adrenergic denumit beta.

În farmacologie, conceptul de mecanism de acțiune se referă la interacțiunea biochimică specifică prin care o substanță medicamentoasă produce un anumit efect farmacologic (bioactivitatea). Un mecanism de acțiune include, de obicei, menționarea țintelor moleculare specifice de care se leagă medicamentul, cum ar fi o enzimă sau un receptor.  Situsurile receptorilor prezintă afinități specifice pentru medicamente pe baza structurii chimice a acestora, precum și a acțiunii specifice care are loc la acest nivel.
Medicamentele care nu se leagă de receptori produc efectul terapeutic corespunzător prin simpla interacțiune cu anumite caracteristici chimice sau fizice din organism. Exemple comune de medicamente care acționează în acest mod sunt antiacidele și laxativele.